# Pterolophia reduplicata
Pterolophia reduplicata är en skalbaggsart som beskrevs av J. Linsley Gressitt 1951. Pterolophia reduplicata ingår i släktet Pterolophia och familjen långhorningar.
Artens utbredningsområde är Taiwan. Inga underarter finns listade i Catalogue of Life.